# Phalcoboenus albogularis
Il caracara golabianca (Phalcoboenus albogularis (Gould, 1837)) è un uccello rapace della famiglia dei Falconidi, diffuso in Argentina e Cile.

## Descrizione
È un rapace di media taglia, lungo 49–55 cm e con un'apertura alare di 110–124 cm.

## Biologia

### Riproduzione
Costruisce il suo nido con ramoscelli assemblati all'interno di una cavità nella roccia, deponendovi da 2 a 3 uova.

## Distribuzione e habitat
La specie è diffusa nella parte meridionale dell'Argentina e del Cile.
Popola le foreste delle ultime propaggini della catena delle Ande, sino ad una altitudine di 3000 m.